# アベル・シャヴィエル
アベル・ルイス・ダ・シルヴァ・コスタ・シャヴィエル（Abel Luís da Silva Costa Xavier, 1972年11月30日 - ）は、モザンビーク・ナンプラ出身の元ポルトガル代表サッカー選手。サッカー指導者。ポジションはディフェンダーで、主に右サイドバックを務める。その他にもセンターバックをこなすことが出来る。いわゆるポルトガル黄金世代の一人。
ヨーロッパの4大リーグ全てでプレーした、史上3人目の選手である（一人目と二人目は、フロリン・ラドチョウとゲオルゲ・ポペスク）。

## 経歴
1993年にポルトガル代表デビュー。1994年以降代表から外れたが、1998年に代表復帰、UEFA EURO 2000ではベスト4となった。また2002 FIFAワールドカップにも出場した。ポルトガル代表で通算20試合に出場、2得点をあげた。

## 所属クラブ
- CFエストレラ・アマドーラ 1990-1993
- SLベンフィカ 1993-1995
- ASバーリ 1995-1996
- レアル・オビエド 1996-1998
- PSVアイントホーフェン 1998-1999
- エヴァートンFC 1999-2001
- リヴァプールFC 2001-2002

→ ガラタサライSK 2002-2003 (loan)
- ハノーファー96 2003-2004
- ASローマ 2004-2005
- ミドルズブラFC 2005-2007
- ロサンゼルス・ギャラクシー 2007-2008

## 代表歴

### 出場大会
- ポルトガル代表
  - 2002 FIFAワールドカップ

### 試合数
- 国際Aマッチ 20試合 2得点（1993年-2002年）[1]

| ポルトガル代表 | 国際Aマッチ | 国際Aマッチ |
| 年             | 出場        | 得点        |
| -------------- | ----------- | ----------- |
| 1993           | 4           | 0           |
| 1994           | 0           | 0           |
| 1995           | 0           | 0           |
| 1996           | 0           | 0           |
| 1997           | 0           | 0           |
| 1998           | 5           | 1           |
| 1999           | 2           | 1           |
| 2000           | 4           | 0           |
| 2001           | 2           | 0           |
| 2002           | 3           | 0           |
| 通算           | 20          | 2           |

## タイトル

### 選手時代
CFエストレラ・アマドーラ
- セグンダ・リーガ:1回（1992-93）

SLベンフィカ
プリメイラ・リーガ:1回（1993-94）
PSVアイントホーフェン
- ヨハン・クライフ・スハール:1回（1998-99）

U-16ポルトガル代表
- UEFA U-16欧州選手権:1回（1989）

U-20ポルトガル代表
- FIFAワールドユース選手権:1回（1991）